# Sarobi (huyện), Paktika
Sarobi là một huyện thuộc tỉnh Paktika, Afghanistan. Dân số thời điểm năm 1999 là 10,359 người.